# Manuela Sciabica
Manuela Sciabica (Favara, 19 giugno 2006) è una calciatrice italiana, centrocampista del Napoli, in prestito dalla Juventus.

## Statistiche

### Presenze e reti nei club
Statistiche aggiornate all'11 maggio 2025.
| Stagione        | Squadra         | Campionato      | Campionato | Campionato | Coppe nazionali | Coppe nazionali | Coppe nazionali | Coppe continentali | Coppe continentali | Coppe continentali | Altre coppe | Altre coppe | Altre coppe | Totale | Totale |
| Stagione        | Squadra         | Comp            | Pres       | Reti       | Comp            | Pres            | Reti            | Comp               | Pres               | Reti               | Comp        | Pres        | Reti        | Pres   | Reti   |
| --------------- | --------------- | --------------- | ---------- | ---------- | --------------- | --------------- | --------------- | ------------------ | ------------------ | ------------------ | ----------- | ----------- | ----------- | ------ | ------ |
| 2022-2023       | Sassuolo        | A               | 11         | 1          | CI              | 1               | 0               | -                  | -                  | -                  | -           | -           | -           | 12     | 1      |
| 2023-2024       | Sassuolo        | A               | 11         | 2          | CI              | 3               | 0               | -                  | -                  | -                  | -           | -           | -           | 14     | 2      |
| Totale Sassuolo | Totale Sassuolo | Totale Sassuolo | 22         | 3          |                 | 4               | 0               |                    | -                  | -                  |             | -           | -           | 26     | 3      |
| 2024-2025       | Napoli          | A               | 25         | 0          | CI              | 4               | 2               | -                  | -                  | -                  | -           | -           | -           | 29     | 2      |
| Totale carriera | Totale carriera | Totale carriera | 47         | 3          |                 | 8               | 2               |                    | -                  | -                  |             | -           | -           | 55     | 5      |